# Luigi Guglielmo Cambray-Digny

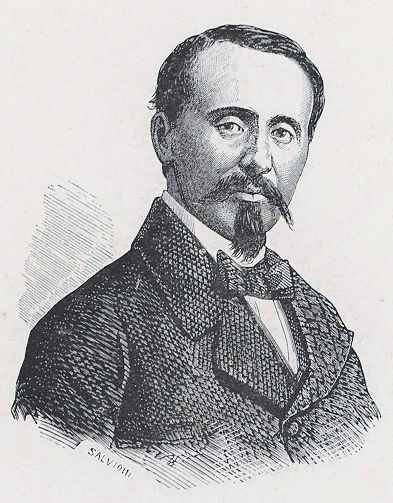

Luigi Guglielmo di Cambray-Digny, född 8 april 1820 i Florens, död 11 december 1906 i San Piero a Sieve, var en italiensk greve och politiker. 
Cambray-Digny stod i hög ynnest hos storhertig Leopold II av Toscana, men anslöt sig till sina landsmän, när dessa 1859 begärde storhertigdömets förening med Piemonte. År 1867 inträdde han såsom finansminister i kabinettet Luigi Federico Menabrea. Hans förslag om införande av mäldskatt och utarrendering av tobaksmonopolet – åtgärder, som avsåg att lindra Italiens finansiella nöd – antogs av representationen. Då Giovanni Lanza, den häftigaste motståndaren till dessa skatter, 1869 blivit vald till ordförande i deputeradekammaren, tvingades Cambray-Digny jämte de övriga ministrarna att avgå.